# Баллада о мельнике и его жене
«Баллада о мельнике и его жене» (англ. Our Goodman, также Four Nights Drunk; Child 274, Roud 114) — народная баллада. Фрэнсис Джеймс Чайлд в своём собрании сообщает о двух её вариантах, из рукописи Дэвида Хёрда 1776 года и из лондонского бродсайда начала XVIII века под заголовком «The Merry Cuckold and Kind Wife», кроме этого приводя в приложении текст песни из пьесы «Auld Robin Grey», поставленной 29 июля 1794 года на улице Хеймаркет.

## Сюжет
Муж приходит домой и обнаруживает, один за другим, странные признаки чужого присутствия: коня в стойле, меч, плащ, сапоги, штаны и шляпу. Жена на каждый его вопрос находит остроумный ответ: что коня он спутал с дойной коровой и так далее. Муж же находит противоречие каждому объяснению, например, обнаруживая пуговицы у того, что, по словам жены, является парой одеял. Наконец он находит в кровати чужого мужчину. На реплику жены о том, что это присланная её матерью кормилица, он замечает, что никогда не встречал бородатых женщин. В варианте из бродсайда глава семейства находит (сразу по три!), соответственно, коней, сапоги, мечи, парики, плащи и, наконец, трёх мужчин. Упоминание о том, что герой истории пьян, присутствует в приведённом Чайлдом в приложении тексте песни, где мужчина, придя домой под Рождество, обнаруживает меч и незнакомца в постели, а после поучает жену с помощью кнута.
Сюжет перебранки супружеской пары из-за подозрения в измене очень широко распространён в европейском фольклоре. История из баллады приобрела широкую популярность после выхода сингла The Dubliners «Seven Drunken Nights», где они исполнили основанную на одной из её ирландских версий песню.

## Русские переводы
Переведённый фрагмент баллады (сцена с сапогами) Александр Сергеевич Пушкин включил в свои незавершённые «Сцены из рыцарских времён», вложив его в уста миннезингера Франца. К столетию со дня смерти поэта Самуил Яковлевич Маршак выполнил перевод трёх строф (конь, мундир и сапоги), который впервые, под заголовком «Шотландская баллада» и с комментарием В. М. Жирмунского, появился в газете «Правда» за 8 февраля 1937 года. В издании 1941 года баллада носит название «Мельник», в дальнейших — «Баллада о мельнике и его жене». В автографе её перевода присутствует ещё одна строфа, где мельник находит своего соперника, которого его жена выдаёт за свою сестру.